# Sibulaküla
Sibulaküla (estonien : Village de l'oignon) est un quartier du district de Kesklinn à Tallinn en Estonie.

## Description
En 2019, Sibulaküla compte 2 147 habitants.
Sa superficie est de 0,13 km2 ce qui en fait l'un des plus petits quartiers de Tallinn.
Ses quartiers limitrophes sont Südalinn, Maakri, Keldrimäe, Veerenni et Tatari.
En 1993, les limites du quartier ont été définies.
Elles sont constituées par Rävala puiestee, Ants Lauteri tänav, Liivalaia tänav et Kentmanni tänav.
Sibulaküla comprend les rues Rävala puiestee, A. Lauteri tänav, Kaupmehe tänav, Lembitu tänav, Vambola tänav, Liivalaia tänav et Kentmanni tänav.

## Population
| 2008  | 2010  | 2011  | 2012  | 2013  | 2014  |
| ----- | ----- | ----- | ----- | ----- | ----- |
| 1 875 | 2 033 | 2 031 | 2 021 | 2 045 | 2 120 |

| 2015  | 2016  | 2017  | 2018  | 2019  | 2020  |
| ----- | ----- | ----- | ----- | ----- | ----- |
| 2 174 | 2 215 | 2 310 | 2 294 | 2 147 | 2 165 |

| 2021  | 2022  | - | - | - | - |
| ----- | ----- | - | - | - | - |
| 2 157 | 2 205 | - | - | - | - |

## Lieux et monuments
- Place d'Islande
- Islandi väljak 1 – Ministère des Affaires étrangères[9] ;
- Vambola tn 6 - Ambassade d'Autriche ;
- Liivalaia tn 33 - Hôtel Olümpia ;
- Kentmanni tn 13 – Hestia Hotel Kentmanni[10].

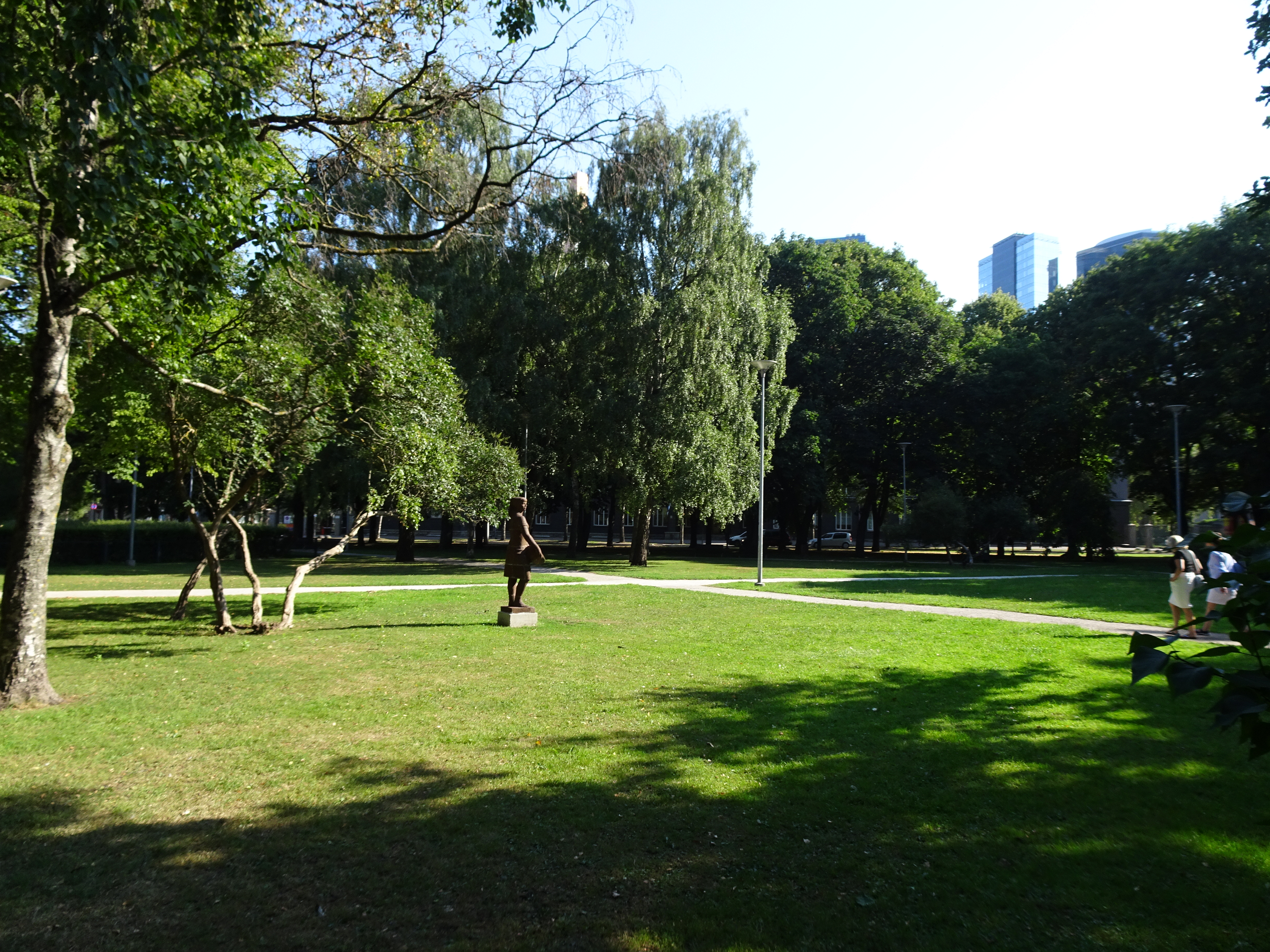
Parc Lembitu.

## Galerie

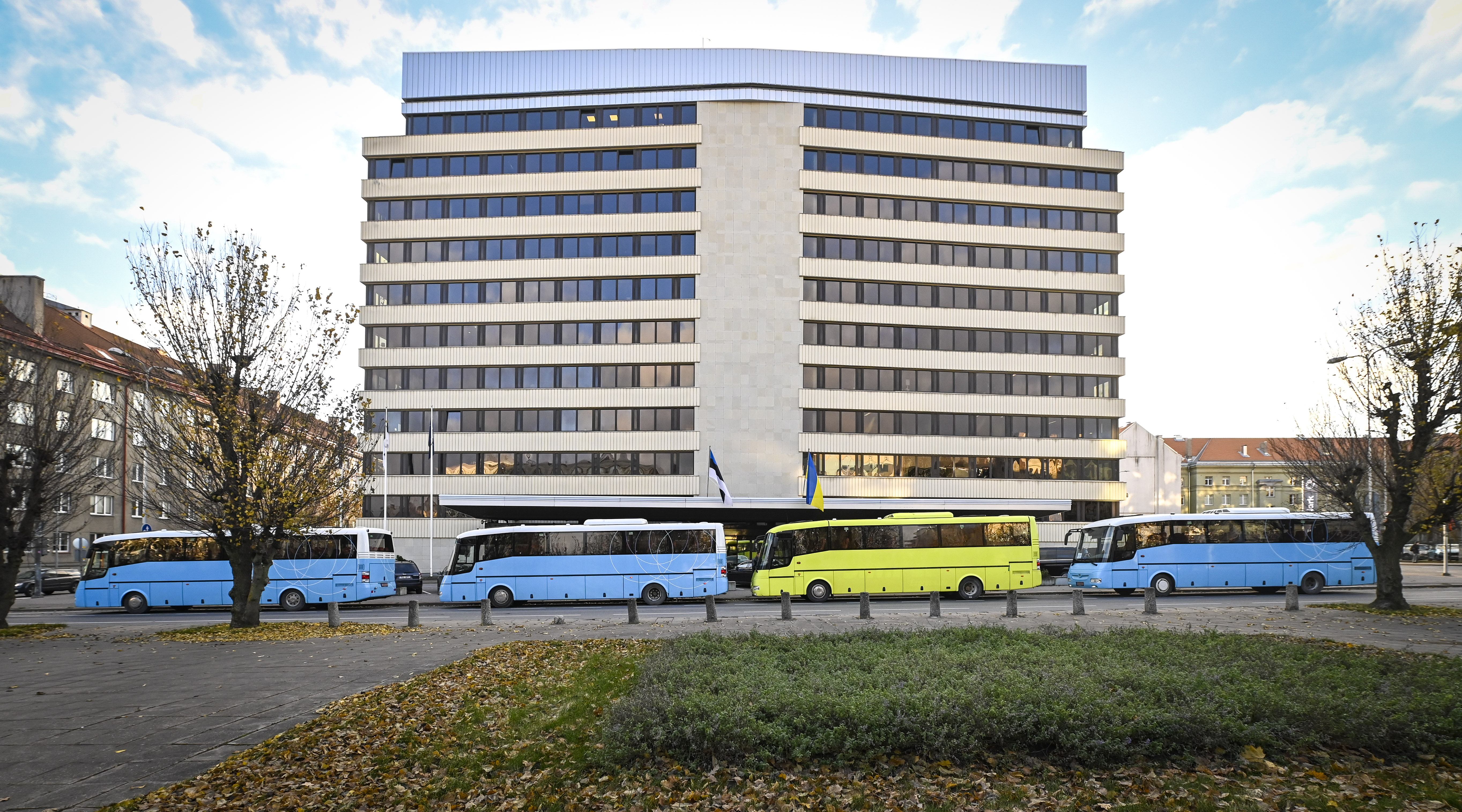
Ministère des Affaires étrangères
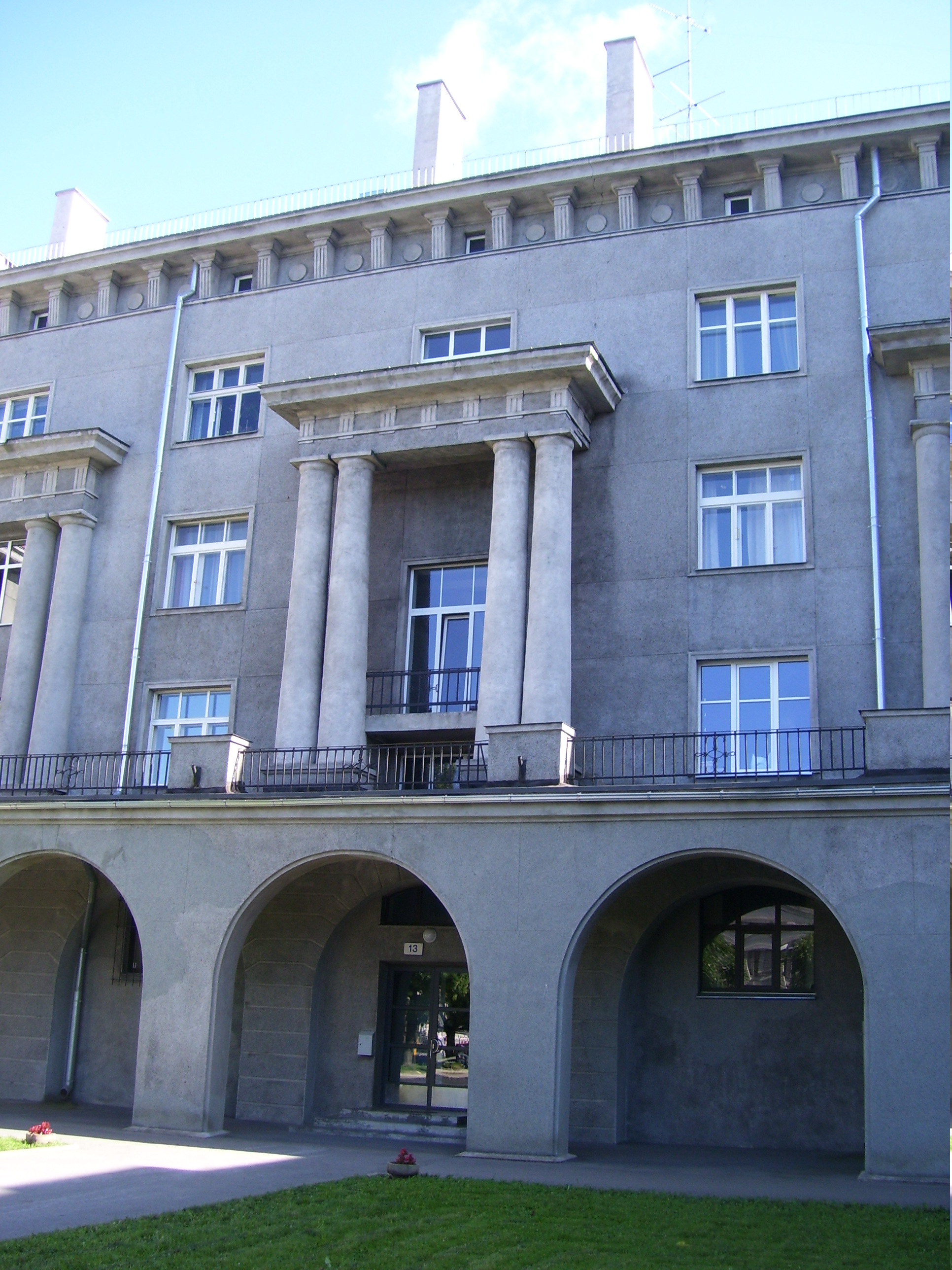
Boulevard Rävala.
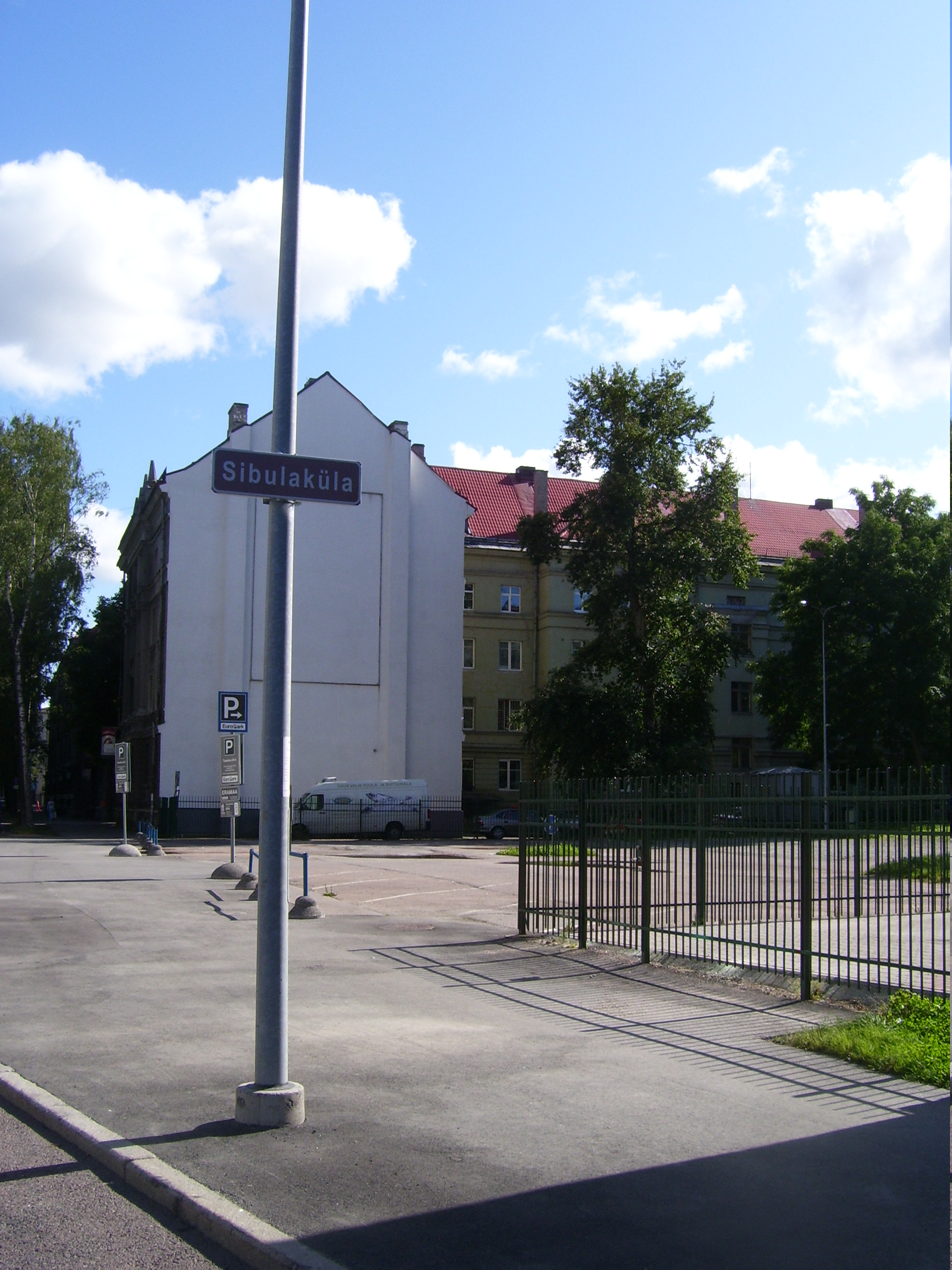
Rue Lembitu.
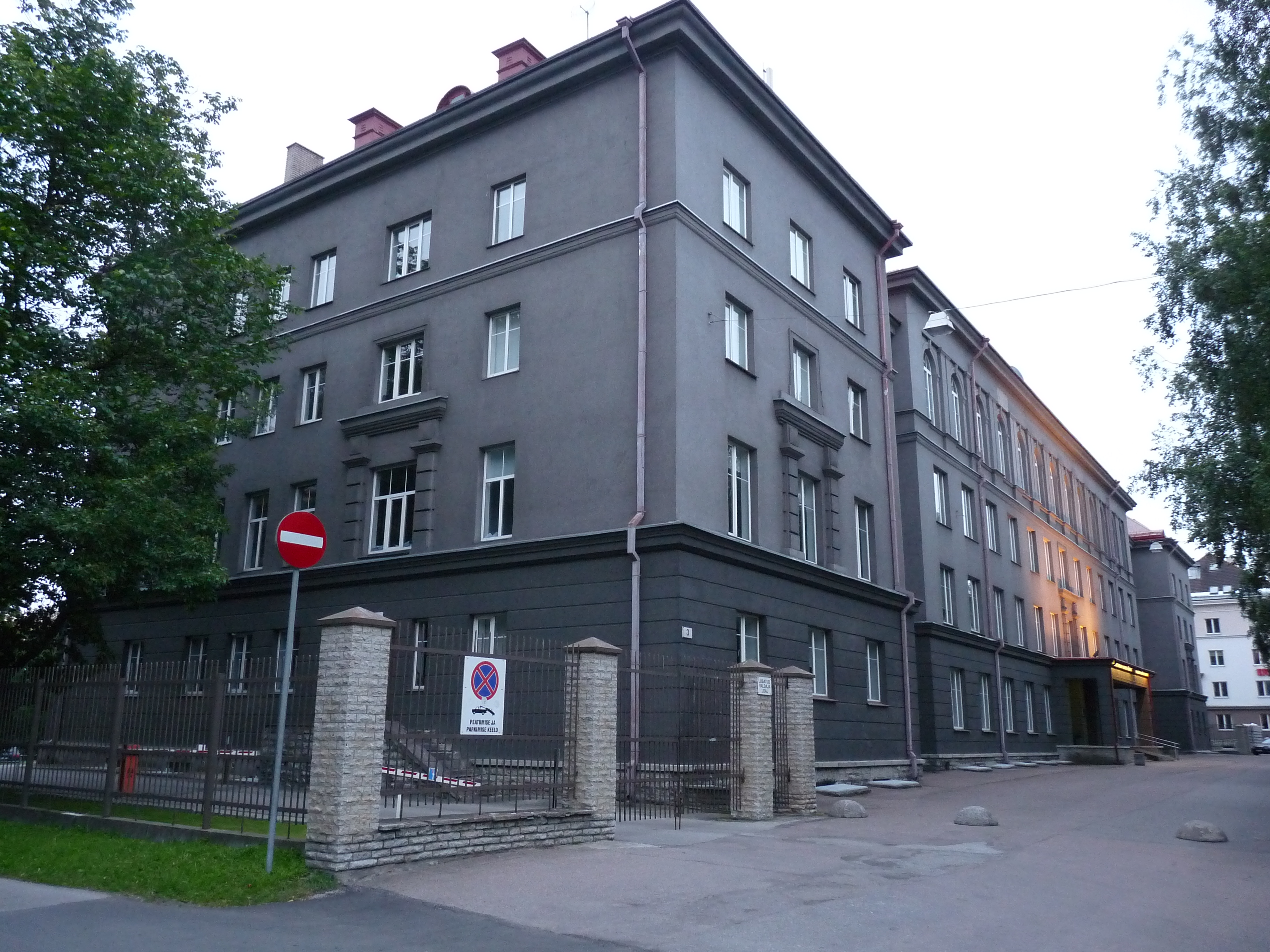
Estonian Business School.

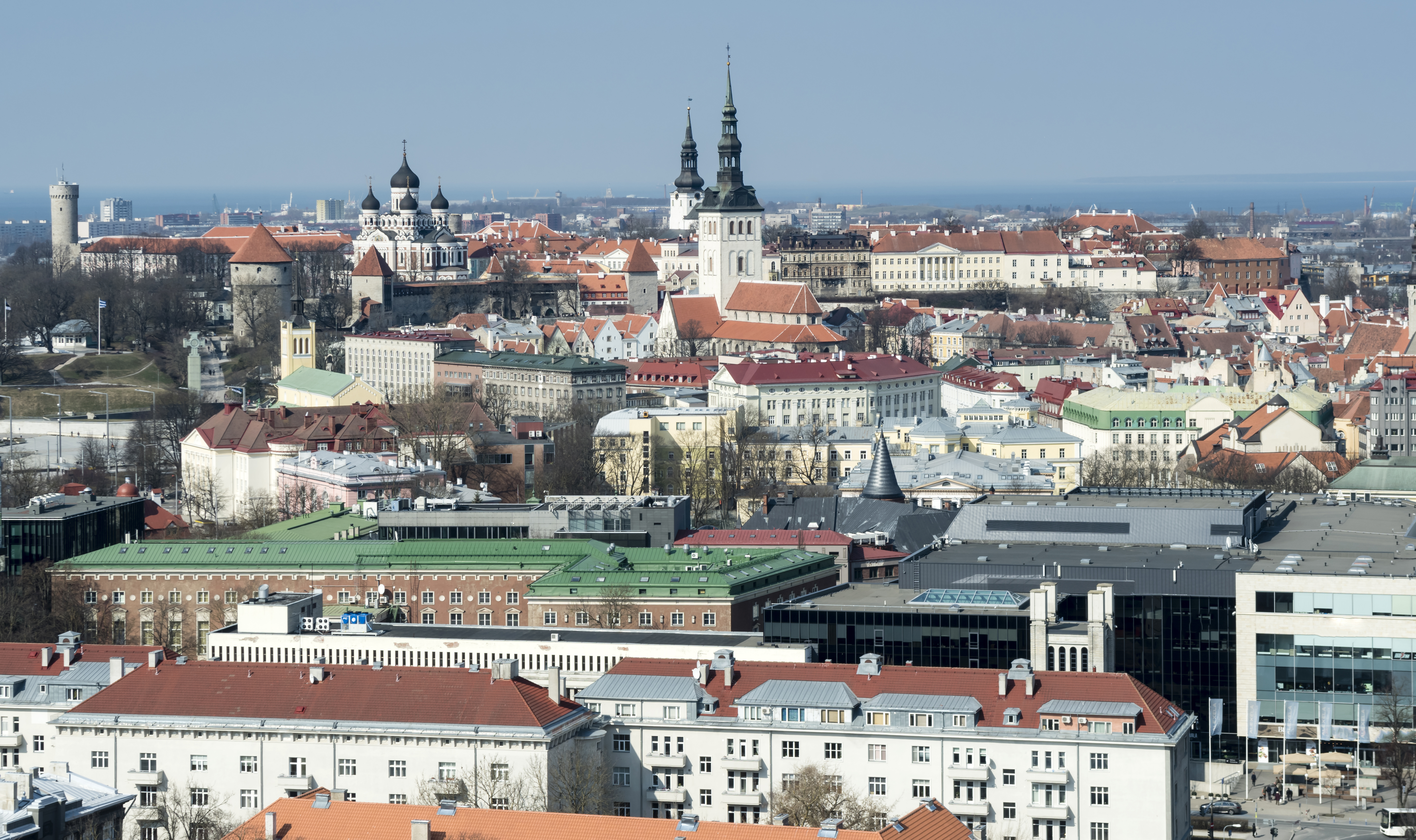
Vue de l'hôtel Olümpia.
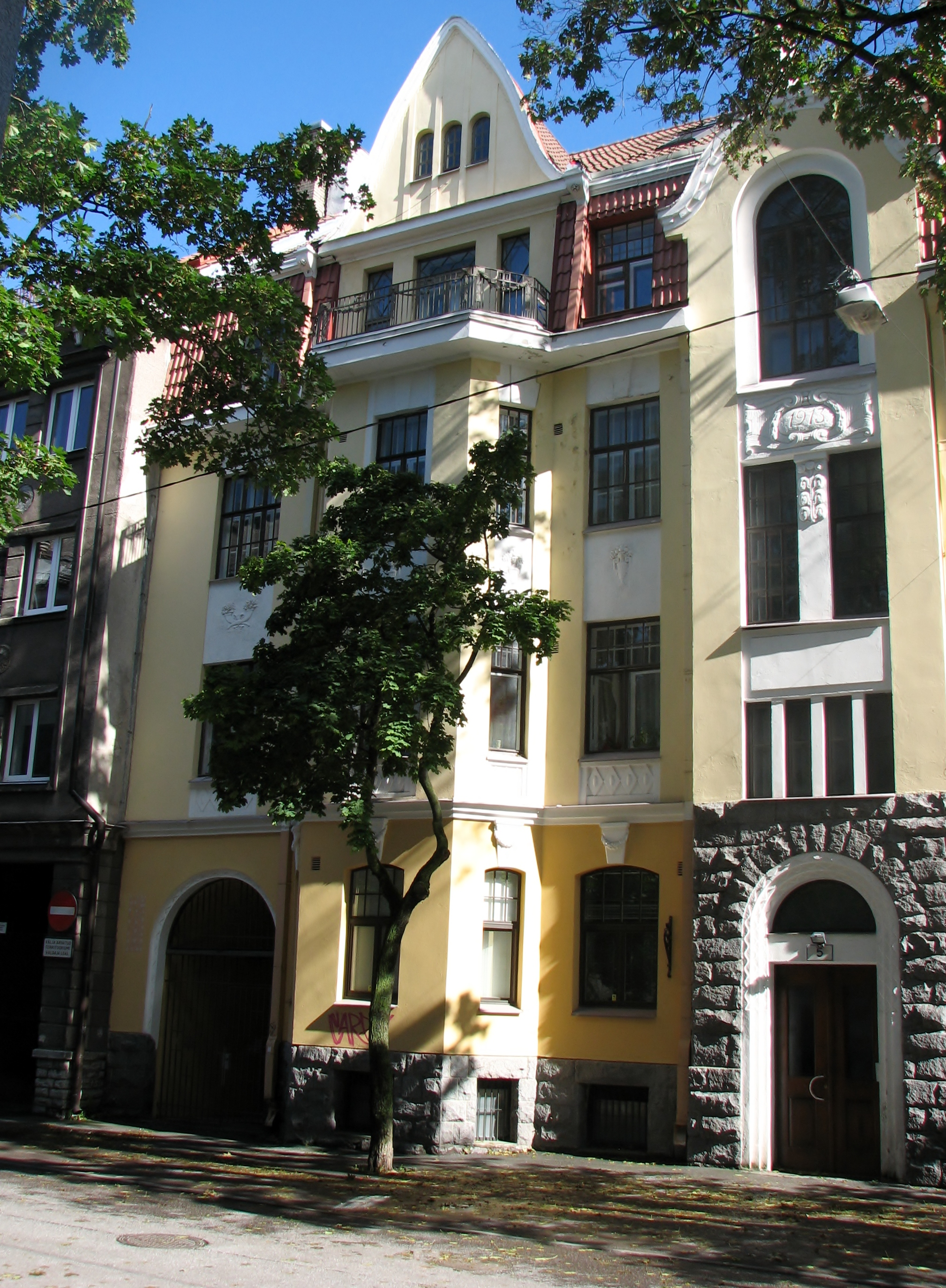
Kaupmehe 5.
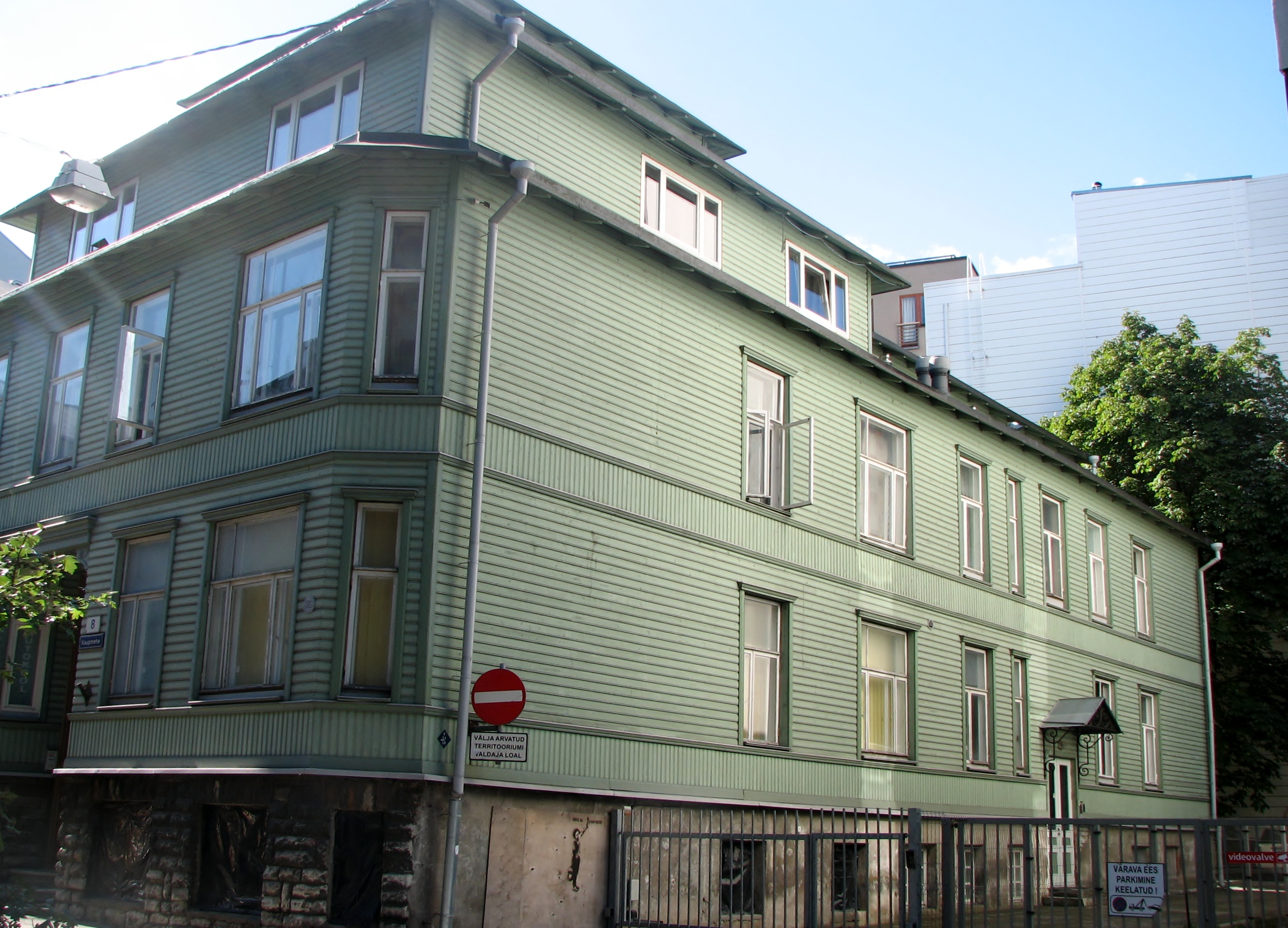
Kaupmehe 8.
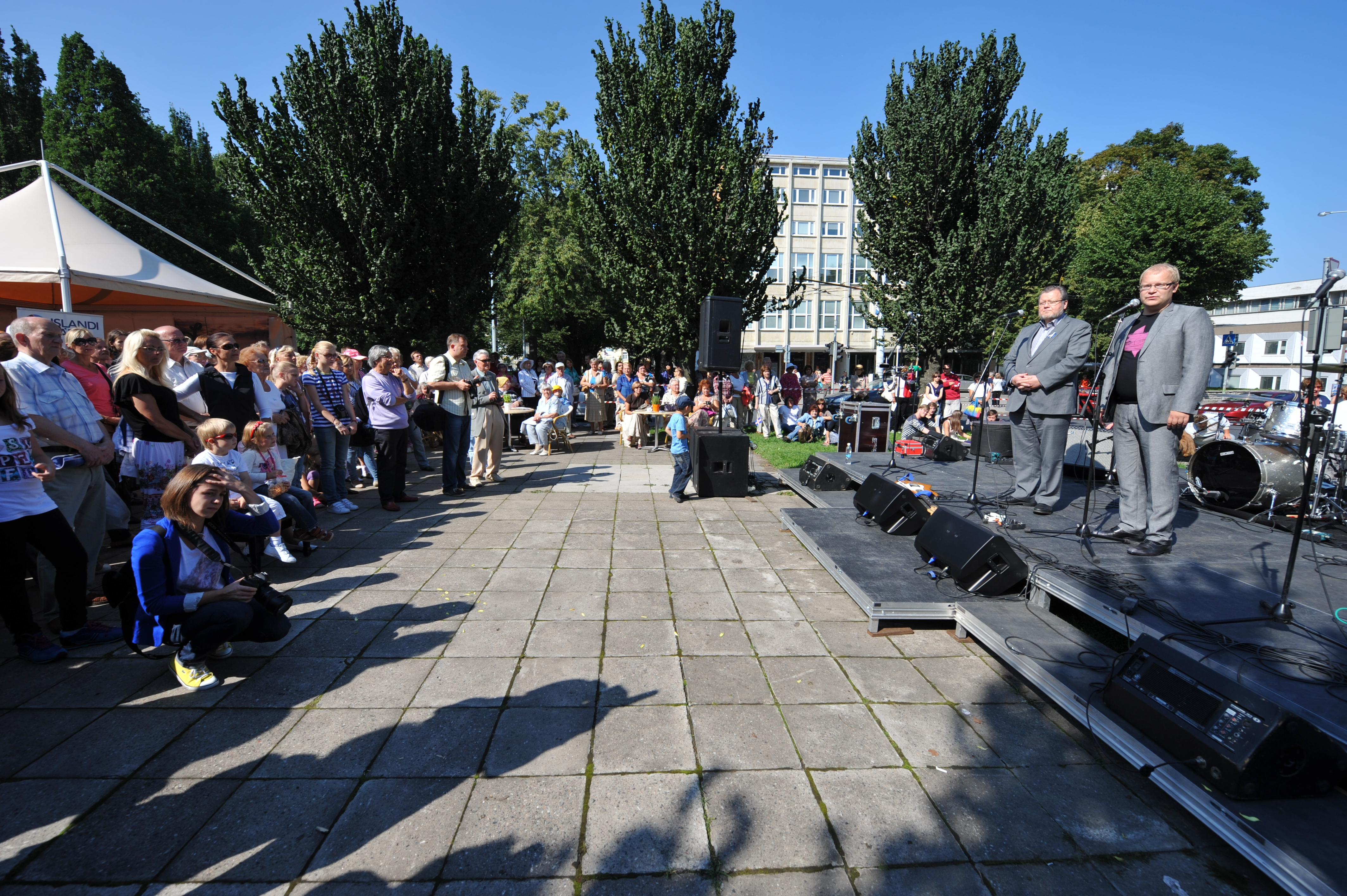
Urmas Paet et Össur Skarphéðinsson inaugurent le marché alimentaire sur la place d'Islande.